# Eloceria angustifrons
Eloceria angustifrons är en tvåvingeart som först beskrevs av Louis-Paul Mesnil 1953. Eloceria angustifrons ingår i släktet Eloceria och familjen parasitflugor.
Artens utbredningsområde är Myanmar. Inga underarter finns listade i Catalogue of Life.